# Lázaro Cárdenas, Copainalá
Lázaro Cárdenas är en ort i Mexiko.   Den ligger i kommunen Copainalá och delstaten Chiapas, i den sydöstra delen av landet, 700 km öster om huvudstaden Mexico City. Lázaro Cárdenas ligger 1 343 meter över havet och antalet invånare är 379.
Terrängen runt Lázaro Cárdenas är bergig västerut, men österut är den kuperad. Terrängen runt Lázaro Cárdenas sluttar västerut. Runt Lázaro Cárdenas är det ganska glesbefolkat, med 47 invånare per kvadratkilometer. Närmaste större samhälle är Copainalá, 9,2 km söder om Lázaro Cárdenas. I omgivningarna runt Lázaro Cárdenas växer i huvudsak städsegrön lövskog.